# Зборовская, Фаня Исааковна
Фаня Исааковна Зборовская (18 ноября 1897, Новоукраинка, Елисаветградский уезд, Херсонская губерния — 13 июня 1973, Москва) — советский педиатр и гигиенист, учёный-медик, организатор охраны здоровья детей. Кандидат медицинских наук (1936). Одна из ведущих работников в области организации охраны материнства и младенчества в СССР в 1930—1940-е годы.

## Биография
Родилась в повете Новоукраинка Херсонской губернии, в семье мельника. Сдав экстерном экзамены за четыре класса мужской гимназии, в 1913 году поступила аптекарским помощником в местную аптеку; в 1916 году сдала экзамен на помощника провизора в Новороссийском университете и поселилась в Одессе, где окончила 7-й класс гимназии. В годы Гражданской войны работала медсестрой и провизором военно-санитарной службы и в 1921 году — фронтовой медсестрой под Кронштадтом. В 1921—1926 годах училась на медицинском факультете МГУ. Одновременно работала в женотделе на Хамовническом пивоваренном заводе и фабрике имени Свердлова. После года стажировки в Государственном научном институте охраны материнства и детства (ГНИОММ), была распределена в Рязань, где была заведующей отделом охраны материнства и младенчества (ОММ) Горздрава, затем заведующей Горздравом и Облздравом.
С 1930 года — в аспирантуре в Институте социальной гигиены и организации здравоохранения, после окончания которой в 1933 году работала заведующей отделом организации детского здравоохранения там же и одновременно назначена ассистентом кафедры социальной гигиены 2-го Московского медицинского института (1933—1939). Многолетняя сотрудница О. П. Ногиной. Научный сотрудник Центрального НИИ охраны материнства и младенчества. 23 июня 1932 года утверждена директором ГНИОММа (Государственного научного института охраны материнства и младенчества), но должность заняла лишь 27 июня 1934 года. В 1938 году переведена в Наркомздрав СССР в качестве начальника отдела лечебно-профилактической помощи детям, одновременно — старший научный сотрудник Института охраны материнства и младенчества, а после его раздела в 1940 году — первый директор НИИ педиатрии Наркомздрава РСФСР (с 1945 года — АМН СССР), одновременно заведовала отделом гигиены и организации детского здравоохранения этого института, главный научный сотрудник.
В годы Великой Отечественной войны оставалась в Москве, в 1943 году опубликовала «Справочник для детского врача города». С 1945 года руководила центральным методическим кабинетом при управлении лечебно-профилактической помощи детям Минздрава СССР. Заведовала отделом охраны материнства и младенчества (ОММ) Наркомздрава СССР. 17 июня 1948 года покинула пост директора Института педиатрии АМН СССР, но продолжала возглавлять отдел гигиены и организации детских учреждений этого института. В 1949 году вышел её учебник «Организация лечебно-профилактической помощи детям». Несмотря на заступничество Г. Н. Сперанского и ряда старейших сотрудников Института педиатрии, в ходе кампании по борьбе с космополитизмом в ноябре 1951 года уволена также с поста заведующей отделом организации детского здравоохранения Института педиатрии АМН СССР. По ходатайству Г. Н. Сперанского назначена старшим научным сотрудником Центрального института санитарного просвещения Минздрава СССР (1951—1966).
Ф. И. Зборовская на протяжении многих лет была членом правления Всесоюзного общества детских врачей, членом бюро секции здравоохранения Всесоюзного гигиенического общества, членом Совета лечебно-профилактической помощи детям при Учёном совете Минздрава СССР, куратором проблемной комиссии Учёного совета по разделу «Физическое развитие, заболеваемость и организация здравоохранения». В 1936—1941 годах — ответственный редактор журнала «Вопросы материнства и младенчества», заместитель ответственного редактора журнала «Медицинская сестра», член редколлегии журнала «Педиатрия».
Автор ряда научных трудов по организации здравоохранения, физиологии и популярных публикаций для матери и ребёнка.

## Награды
- орден Трудового Красного Знамени (17.11.1947)
- орден «Знак Почёта» (1943)
- медали

## Семья
В 1920-е годы была замужем за физиологом Александром Осиповичем Долиным. Их дочь — Людмила Александровна Долина (1923—1999), детский патологоанатом, научный сотрудник Центрального НИИ курортологии и физиотерапии, кандидат медицинских наук. Внуки — Александр Аркадьевич Долин, востоковед-японист, переводчик художественной литературы с японского языка, и Вероника Аркадьевна Долина, автор-исполнитель песен.. Правнук — Антон Долин, журналист и кинокритик.
Сестра — нейрофизиолог Ида Исааковна Зборовская. Внучатая племянница — актриса Марина Левтова.

## Монографии
- Ретикуло-эндотелиальная система, кроветворение и пигментный обмен. Сборник научных трудов Центрального научно-исследовательского института охраны материнства и младенчества НКЗ. Под редакцией Ф. И. Зборовской. М.—Л.: Биомедгиз, 1935.
- Сборник учебных планов и программ для краткосрочных курсов по подготовке и повышению квалификации работников детских учреждений ОММ. Под редакцией Ф. И. Зборовской. М.: Центральный научно-исследовательский институт охраны материнства и младенчества НКЗ, 1935.
- Проблема кори на современном этапе. Сборник научных трудов Центрального научно-исследовательского института охраны материнства и младенчества НКЗ. Под редакцией Ф. И. Зборовской. М.—Л.: Биомедгиз, 1936.
- Хроническая гидроцефалия в раннем детском возрасте. Сборник научных трудов под редакцией Ф. И. Зборовской. М.—Л.:  Государственное издательство биологической и медицинской литературы, 1936.
- Организация лечебно-профилактической помощи детям. Пособие для медицинских сестёр. М.: Биомедгиз, 1941.
- Справочник для детского врача города. М.: Медгиз, 1943.
- XXV лет Института педиатрии: 1922—1947. Юбилейный сборник. Под редакцией Ф. И. Зборовской и Г. Н. Сперанского. М.: АМН СССР, 1947.
- Организация лечебно-профилактической помощи детям. М.: Медгиз, 1949.
- О санитарно-просветительной работе сельских участковых больниц. Кишинёв: Госиздат Молдавии, 1955.
- Санитарно-просветительная работа по охране здоровья детей на селе. М.: Медгиз, 1955.
- О санитарно-просветительной работе сельских участковых больниц. М.: Центральный научно-исследовательский институт санитарного просвещения Министерства здравоохранения СССР, 1955.
- Санитарно-просветительная работа по охране здоровья детей на селе: Методические указания в помощь медицинским работникам сельских больниц, фельдшерских и фельдшерско-акушерских пунктов. Кишинёв: Госиздат Молдавии, 1956.
- Санитарное просвещение в детской больнице: Методика, организация и содержание. М.: Центральный научно-исследовательский институт санитарного просвещения Министерства здравоохранения СССР, 1956.
- Сельские ясли: В помощь председателям колхозов и работникам яслей. М.: Центральный научно-исследовательский институт санитарного просвещения Министерства здравоохранения СССР, 1956.
- Материалы для школ матерей и заочного обучения. В помощь педиатрам и работникам сельских медицинских учреждений. М.: Центральный научно-исследовательский институт санитарного просвещения Министерства здравоохранения СССР, 1960.
- В борьбе за санитарную культуру. Составитель Ф. И. Зборовская. М.: Центральный научно-исследовательский институт санитарного просвещения Министерства здравоохранения СССР, 1960.
- Ясли-сад. М.: Центральный научно-исследовательский институт санитарного просвещения Министерства здравоохранения СССР, 1959.
- Здоровый ребёнок: Альбом в помощь участковой сестре детской консультации-поликлиники. М.: Центральный научно-исследовательский институт санитарного просвещения Министерства здравоохранения СССР, 1960.
- Ясли-сад. М.: Центральный научно-исследовательский институт санитарного просвещения Министерства здравоохранения СССР, 1963.
- Санитарное просвещение в детской больнице: Содержание, методика и организация. Второе издание. М.: Центральный научно-исследовательский институт санитарного просвещения Министерства здравоохранения СССР, 1963.
- Охрана здоровья детей и санитарное просвещение родителей. М.: Центральный научно-исследовательский институт санитарного просвещения Министерства здравоохранения СССР, 1964.
- Методические указания о пропаганде гигиенических и медицинских знаний по охране здоровья детей. М.: Центральный научно-исследовательский институт санитарного просвещения Министерства здравоохранения СССР, 1965.
- Беседы участковой медицинской сестры детской поликлиники на тему «Как кормить ребёнка при естественном, смешанном и искусственном вскармливании». М.: Центральный научно-исследовательский институт санитарного просвещения Министерства здравоохранения СССР, 1967.
- Здоровый ребёнок. В помощь патронажной сестре детской консультации-поликлиники. М.: Центральный научно-исследовательский институт санитарного просвещения Министерства здравоохранения СССР, 1969.